# پایگاه محافظت کسکو کوو کووست
پایگاه محافظت کسکو کوو کووست (به انگلیسی: Casco Cove Coast Guard Station) یک فرودگاه است که یک باند فرود آسفالت (تعطیل) دارد و طول باند آن ۱۸۲۸ متر است. این فرودگاه در کشور ایالات متحده آمریکا قرار دارد و در ارتفاع ۲۶ متری از سطح دریا واقع شده‌است.